# 聯合國正式語文
聯合國正式語文（也称联合国官方语言和联合国工作语言）有6種，用於聯合國會議，聯合國所有正式文件皆以這6種語文書寫。以拉丁字母順序排列分別為：
- 阿拉伯文（現代標準阿拉伯語）
- 中文（1972年以前使用繁體字；1972年开始联合国及其专门机构正式使用以“現代標準漢語”為標準的簡體字。但也在部分情況下保留了繁體字的使用）
- 英文（以牛津拼寫的英國英語）[4]
- 法文
- 俄文
- 西班牙文

## 描述
这些语言在联合国各个机构的会议上使用，特别是联合国大会（《议事规则》第51条），联合国经济社会理事会和联合国安全理事会（《议事规则》第41条）。一个国家或地区的每个代表都可以说六种语言中的任何一种，也可以说任何一种语言，并提供六种正式语言中的一种的解释。联合国通过联合国口译处提供从某一正式語文到其他五种正式語文的同声传译。
六种正式语言也用于散发正式文件。通常，六种语言中的每种文本具有同等的权威性。
联合国秘书处使用两种工作语言：英语和法语。
联合国因过于依赖英语而对其他五种正式语言的依赖不足而受到批评。西班牙语成员国于2001年正式提请秘书长注意这一点。秘书长科菲·安南随后回应说，在目前的预算限制内无法实现六种正式语文的完全对等，但他仍然非常重视改善语言平衡。2008年和2009年，大会决议敦促秘书处尊重六种正式语文的均等，特别是在传播新闻方面。
2007年6月8日，关于联合国人力资源管理的决议，大会强调“联合国六种正式语文的平等至为重要”，并要求秘书长“确保空缺公告明确指出需要使用秘书处的两种工作语言，除非该职位的职能需要特定的工作语言。”
秘书长关于多种语文的最新报告于2010年10月4日发表。作为回应，大会于2011年7月19日通过了关于多种语文的第A/RES/65/311号决议，呼吁秘书长再次确保所有六种正式语文均享有同等有利的工作条件和资源。 该决议关切地注意到，联合国网站的多语种发展速度比预期的要慢得多。
联合国使用的六种正式語文是地球上28亿人口的第一或第二种语言，不到世界人口的一半。六种语言是世界上一半以上国家（约一百个）的官方语言。

## 历史
1945年的组成文件《联合国宪章》没有明确规定联合国的正式语文。《联合国宪章》以五种语言（中文，法文，俄文，英文和西班牙文）制定，并规定（第111条）这五种文本具有同等效力。
1946年，联合国大会第一届会议通过了议事规则，规定了适用于“除国际法院以外的联合国所有机关”的语言，规定了以上五种正式语文和两种工作语文（英语和法语）。
次年，联合国大会第二届会议通过了永久性议事规则，第173（II）号决议。这些与语言有关的规则的一部分与1946年的规则密切相关，只是1947年的规则并不旨在适用于联合国其他机构，仅适用于联合国大会。
同时，正在提议将英语和法语之外的西班牙语作为第三种工作语文。 1948年12月11日通过的第262（III）号决议通过了该决议。
1968年，增加了俄语作为大会的工作语言，以便在大会的五种正式语文中，有四种（除中文外）都在工作。
1973年，联合国大会将中文作为工作语言，并将阿拉伯语作为大会的正式语言和工作语言。因此，所有六种正式语言也是工作语言。阿拉伯语被指定为“联合国大会及其主要委员会”的正式工作语言，而其他五种语言在大会所有委员会和小组委员会（而不仅仅是主要委员会）中均具有地位。联合国的阿拉伯成员国同意为执行该决议支付三年的费用。
1980年，联合国大会消除了最后的区别，从1982年1月1日起，将阿拉伯语作为联合国所有委员会和小组委员会的正式语文和工作语文。与此同时，大会要求安全理事会将阿拉伯语纳入其正式语文和工作语言，且联合国经济及社会理事会应在1983年1月1日之前将阿拉伯语纳入其正式语言。
1983年，联合国安全理事会，像联合国大会大会一样，认可了六种正式语文和工作语文：阿拉伯文，中文，英文，法文，俄文和西班牙文。
在联合国经济及社会理事会中，截至1992年，有六种正式语言（阿拉伯文，中文，英文，法文，俄文和西班牙文），其中三种是工作语言（英文，法文和西班牙文）。后来，阿拉伯文，中文和俄文在经济及社会理事会中被添加为工作语言。

## 提議新增語言
雖然聯合國大會至今仍未有任何提案提議或要求聯合國新增正式語文，但一直以來，都有不同的國家或個人嘗試討論聯合國是否有新增正式語文的可能性。多數提議語言都是全球語言體系理論中的超中心語言。

### 孟加拉語
孟加拉語擁有超過兩億4000萬使用人口，是全世界第七多人使用的語言。2009年4月，孟加拉國總理——謝赫·哈西娜就曾在聯合國大會上提出孟加拉語應該成爲正式語文之一。該提議在印度受西孟加拉邦、阿薩姆邦和特里普拉邦支持。

### 印地語
印地語是印度和斐濟的官方語言之一，同時亦在蘇里南、毛里求斯、千里達及多巴哥和圭亞那有大量使用人口。該語同時與巴基斯坦使用的烏爾都語高度相近，兩者常被合成爲印度斯坦語，兩者最大的差異僅在於書寫文字——印地語使用天城體而烏爾都語則使用阿拉伯字母。印地語在全球擁有超過六億3000萬的使用人口，當中母語者就高達三億4000萬，使用人口位居全球第三。印地語是南亞次大陸大部分地區的通用語，其國際重要性日益遽增。
2007年，有新聞報告指出印度政府正在“嘗試通過外交努力將印地語列爲聯合國的正式語文之一”。該新聞亦在2009年印度外交部的消息中得到核實。2015年，尼泊爾副總統吉哈公開表達對印地語的支持。

### 馬來語
馬來語是東南亞的主要語言之一，是馬來西亞、印度尼西亞、新加坡、文萊、科科斯群島、聖誕島的官方語言（之一），同時在泰國南部三府（也拉府、北大年府和那拉提瓦府）、菲律賓南部蘇祿群島、三寶顏半島和巴拉望省亦是受承認的少數族裔語言。
馬來語在全球擁有接近兩億的使用人口，位居世界第10。馬來語在不同地方有不同的稱呼，例如在馬來西亞、新加坡和文萊被稱爲“馬來語”，在印度尼西亞被稱爲“印尼語”，而在泰國則被稱爲“亞維語”，該三種標準高度相似。將馬來語設爲聯合國的官方語言有助於增強聯合國在東南亞地區的影響力，同時馬來語亦是重要的互聯網語言，是全球第六多人使用的網絡語言。
馬來西亞的柔佛州一直在致力將馬來語加入到聯合國的正式語文列表當中。

### 葡萄牙語
葡萄牙語在全球擁有2.5億的使用人口，位居全球第九，其使用人口分佈在各個大陸：歐洲的葡萄牙；南美洲的巴西；非洲的安哥拉、莫桑比克、幾內亞比紹、赤道幾內亞、佛得角、聖多美和普林西比；以及亞洲的東帝汶和澳門。葡萄牙印度的一些前殖民地，例如果阿以及達曼-第烏有一定影響力，同時日本還擁有全亞洲最多的葡萄牙語人口。
2008年，葡萄牙總統宣佈葡萄牙語國家共同體的八位領導人已經一致同意採取必要的方式將葡萄牙語列爲聯合國正式語文。而該宣佈不久之前，葡萄牙的立法院通過了葡萄牙語的標準拼寫方案。現時聯合國的新聞部門亦已經開始提供葡萄牙語翻譯版本。

### 斯瓦希里語
斯瓦希里語是東非的通用語，尤其是在大湖地區。該語在全球擁有接近一億的使用人口，居全球第15，是肯尼亞、坦桑尼亞、烏干達、盧旺達和剛果民主共和國的官方語言，是非洲聯盟的官方語文之一，亦是東非共同體正式承認的通用語。該語在布隆迪東部的影響力日益遽增。
斯瓦希里語是非洲最主要的語言之一，於其他班圖語言十分相似，例如科摩羅語等。目前該語已經是聯合國奈羅比辦事處的非正式工作語言（該辦事處與紐約、維亞納及日內瓦辦事處爲聯合國四大辦事處）。聯合國的新聞部門亦已經開始提供斯瓦希里語的翻譯版本。

### 土耳其語
2011年9月，在與時任聯合國祕書長潘基文的一次談話中，土耳其總統埃爾多安就曾提出希望土耳其語能夠成爲聯合國的正式語文。
土耳其語在全球有超過8000萬人使用，同時該語同其他突厥語族的語言十分相似。突厥語族諸語主要分佈在阿塞拜疆、土庫曼斯坦、烏茲別克斯坦、哈薩克斯坦、吉爾吉斯斯坦、俄羅斯、北塞浦路斯及土耳其。

## 聯合國語文日
2010年，联合国新闻部宣布全年开展六个“语言日”活动，每个正式語文一个，旨在庆祝语言多样性和了解跨文化交流的重要性。这些日子及其历史意义是
- 聯合國阿拉伯文日：12月18日（联合国大会于1973年将阿拉伯文指定为联合国第六种正式語文的日期）[27][28]
- 聯合國中文日：首次定于11月12日;[29][30] 现在定于4月20日("纪念仓颉"[31])
- 聯合國英文日：4月23日(圣乔治日，恰好也是莎士比亚逝世的日子[32])
- 聯合國法文日：3月20日(与法语国家国际日对应[33])
- 聯合國俄文日：6月6日( 亚历山大·谢尔盖耶维奇·普希金寿辰)[27][28]
- 聯合國西班牙文日：首次定於10月12日(西班牙国庆日; 又称哥伦布日)；現定於4月23日 (紀念作家米格爾·德塞凡提斯的忌辰[34])

## 其他下屬機構
聯合國的一些獨立下屬機構有其獨立的官方語言體系。例如聯合國教科文組織除了六種正式語文之外，還添加了印地語、意大利語和葡萄牙語。萬國郵政聯盟至今仍只有法語一種官方語言，雖然1994年已經添加了英語作爲工作語言。国际农业发展基金有四種官方語言：阿拉伯語、法語、英語和西班牙語。

## 外部連結
- Language Log （页面存档备份，存于）
- Multilingualism at the United Nations : Research Guide （页面存档备份，存于）
- Top UN official stresses need for Internet multilingualism to bridge digital divide （页面存档备份，存于）